# Escut de Casserres

Escut oficial de Casserres

L'escut oficial de Casserres té el següent blasonament:
Escut caironat: de gules, un castell d'or sobremuntat d'una serra d'or; la bordura de peces d'or. Per timbre una corona mural de vila.

## Història
Va ser aprovat el 8 de setembre de 1995 i publicat al DOGC el 27 de setembre del mateix any amb el número 2107.
El castell i la serra són elements parlants al·lusius al nom de la vila. El castell de la localitat (del qual no en queda cap resta) era una fortificació important del comtat de Berga, anomenada Castrum Serris, o "el castell de les serres". La bordura és un element singularitzador per diferenciar l'escut de Casserres del de Castellserà, que presenta els mateixos elements.